# Капетанович-Любушак, Мехмед-бег
Мехмед-бег Капетанович-Любушак (босн. Mehmed-beg Kapetanović Ljubušak; (19 декабря 1839, с. Витина Боснийский эялет, Османская империя (ныне г. Любушки, Босния и Герцеговина — 28 июля 1902, Сараево, Кондоминиум Босния и Герцеговина) — боснийский писатель, фольклорист, интеллектуал. Государственный деятель. Градоначальник Сараево (1893—1899).
Внёс большой вклад в процесс национальной идентификации боснийцев.

## Биография
Родился в благородной боснийской семье. Окончил медресе в г. Любушки. Изучал восточные языки. Служил чиновником в нескольких городах Боснии.
С 1878 года жил в Сараево. В 1893 году стал градоначальником Сараево. Занимался развитием городской инфраструктуры. При нём началась активная электрификация города. 1 мая 1895 года в Сараево вместо масляных фонарей впервые было включено электрическое уличное освещение. В тот же день Сараево стал одним из первых европейских городов, где стали эксплуатироваться электрические трамваи, заменившие конки.
В июле 1898 года пережил инсульт, в связи с проблемами со здоровьем, в апреле 1899 года он ушёл с поста мэра.

## Творчество
В конце XIX века Капетанович активно занимался сбором фольклора в Боснии и Герцеговине и соседних регионах.
Опубликовал несколько книг. В 1891 году основал влиятельный политический журнал «Босняк» («Bošnjak»), вокруг которого собрал ряд боснийских интеллектуалов своего времени.
Автор ряда исторических и публицистических работ.
Стал известен после опубликования в 1888 году сборника народных пословиц, поговорок и песен под названием «Народное благо» («Narodno blago»). Во второй книге «Восточное сокровище» (1896) собрал и перевёл новые турецкие, арабские и персидские пословицы и поговорки.

## Избранные произведения
- Risale-i ahlak (1883)
- Sto misle muhamedanci u Bosni? (1886)
- Narodno Blago (1887)
- Boj pod Banjomlukom 1737 (1888)
- Budućnost ili napredak muhamedanaca u Bosni i Hercegovini (1893)